# Caecidotea spatulata
Caecidotea spatulata är en kräftdjursart som beskrevs av J.G. Mackin och Leslie Raymond Hubricht 1940. Caecidotea spatulata ingår i släktet Caecidotea och familjen sötvattensgråsuggor. Inga underarter finns listade i Catalogue of Life.